# Alcedo (companie)
Alcedo este cel mai mare furnizor de pesticide, semințe și îngrășăminte din România.
Numele companiei a fost inspirat de specia de pescăruș albastru (Alcedo atthis).
Grupul Alcedo încorporează o serie de companii, printre care se numără Alchimex (producător de soluții pentru protecția plantelor și fertilizanți), Minerva (producție, depozitare și procesare semințe), GEAA - agenție de publicitate și editură, prin intermediul careia sunt organizate și create campaniile de promovare, dar și revista de specialitate Sănătatea plantelor.
Cifra de afaceri în 2008: 50 milioane euro